# Fremont, North Carolina
Fremont är en kommun (town) i Wayne County i North Carolina. Orten har fått namn efter järnvägsingenjören S.L. Fremont. Vid 2010 års folkräkning hade Fremont 1 255 invånare.